# 자기 홀극

항상 자석은 쪼개어질 경우 다른 N극과 S극을 형성한다. 그러므로 아무리 잘게 조게고 어떠한 조건을 달아도 양극은 항상 존재하게 된다. 그렇다면 한 극만을 지니는 입자 혹은 물질은 존재할 수 없는가? 이에 대한 논의는 곧 가장 기초적이고 기본적인 물리학의 논의로 파고들게 되고, 새로운 입자의 존재에 대해 예측하게끔 했다. 지금까지도 이에 대한 논의는 이루어지고 있으며, 근 100년 전부터 이루어진 예측들은 자기 홀극의 존재의 필연성 혹은 수많은 예측들을 낳았다.

자기 홀극(磁氣홀極, magnetic monopole)은 홀극의 꼴의 자기장을 만드는 가상의 물질 또는 입자이다. 쉽게 말해서 항상 N극과 S극을 가지고 있는 자석과 달리 N극 혹은 S극만을 가지고 있는 자석이라 생각할 수 있다. 좀 더 전문적인 용어로는 전하가 존재하듯 자기 홀극은 일종의 자하(영어: magnetic charge)를 지닌다. 고전적 개념으로 설명하면, 자기장은 전기장과 같이 한 점에서 끝나지 않고 항상 닫힌 고리를 만드는데, 그때 한 점에서 끝나는 자기장을 형성하는 존재가 바로 자기 홀극이다. 아직 아무도 자기 홀극을 실험적으로 발견하지 못했지만, 대부분의 대통일 이론은 자기 홀극의 존재를 예측한다. 만약 자기 홀극이 존재하면, 전하의 양자화를 설명할 수 있다.
자기 홀극의 존재가 가설화된 것은 오래전 일이다. 이를 찾기 위한 실험이 다층적이고 활발히 이루어져 왔다. 맥스웰 방정식의 대칭성을 위해서는 자기 홀극이 필요하다. 1931년 폴 디랙은 자기 홀극이 존재한다는 가정 하에 전하의 정수배가 정당화될 수 있음을 보였다. 또한 디랙 끈이라는 개념을 이용하여 디랙 끈이 관측되지 않기 위해서는 디랙의 양자화 조건이 필요함을 보였다. 1970년대 양자전기역학을 넘어서 약력과 강력의 이론적 통합을 정당화하는 과정에서, 헤라르뒤스 엇호프트와 알렉산드르 마르코비치 폴랴코프가 게이지 대칭의 관점에서 자기 홀극을 제기했다. 또한, 자기 홀극은 초기 우주의 우주론에서도 매우 중요한 역할을 한다.

## 역사
자기 홀극은 오랫동안 연구되어 온 주제이다. 다음 질문에 우리는 선뜻 대답하기가 힘들다.
| “ | 왜 자석은 항상 두 극을 가질까? 전기력선은 시작과 끝이 있지만 왜 자기력선은 닫혀 있는 선이 될까? 전기 홀극은 존재하지만 왜 자기 홀극은 존재하지 않을까? | ” |

맥스웰의 이론에서는 가우스 자기 법칙에 따라 자기 홀극이 존재하지 않지만, 그 이유는 명백하지 않다. 여러 가지 측면에서, 자기 홀극은 물리현상을 설명하는 데 용이하다. 그러나 물리 세계에서는 실재하지 않는다고 여겨져 왔으나 1894년 프랑스 과학자 피에르 퀴리는 자기 홀극이 존재할 수 있다고 믿었다.
20세기 초 양자역학이 발전할 때, 자기 홀극이 한 공간에 점전하처럼 존재할 수 없음이 확실시 되었다. 그러나 1931년 영국 과학자 폴 디랙은 양자역학 이론에서 자기 홀극이 존재할 수 있으며, 이것은 전자가 양자화 현상을 설명할 수 있다고 주장했다. 1974년에는 헤라르뒤스 엇호프트와 알렉산드르 마르코비치 폴랴코프가 대통일 이론에 기안하여 자기 홀극의 존재를 예측하였다. 또한 끈 이론도 자기 홀극의 존재를 예측한다.
자기 홀극의 성질은 좀 더 높은 에너지 눈금에서의 물리 법칙에 따라 결정되는데 이 에너지 눈금은 너무 커서 현존하는 입자가속기가 만들 수 있는 에너지보다 훨씬 크다. 자기 홀극은 안정적이어서 다른 입자로 붕괴하지 않으며, 전자기 상호작용을 느끼므로 실험실에서 쉽게 연구할 수 있다. 자기 홀극이 발견되면 대통일 이론을 쉽게 실험적으로 검증할 수 있지만 아직까지는 아무도 자기 홀극을 발견하지 못했다. 오늘날 자기 홀극은 물리학에서 활발한 연구 주제이다.

## 이론

### 고전 전자기학에서의 자기 홀극
맥스웰 방정식은 전기장과 자기장 그리고 전하의 움직임을 기술하는 식이다. 이 식은 다른 자연 법칙처럼 대칭성을 갖지만, 이 대칭성이 완벽한 것은 아니다. 자기 홀극이 없을 경우 맥스웰 방정식은 완벽한 대칭성을 띄지 못한다. 가우스 자기 법칙에 따르면 자기력선은 항상 폐곡선을 이루고, 이에 따라 자기 홀극은 존재할 수 없다. 하지만 이것은 자기 홀극의 존재를 부정한다기보다 자기 홀극의 존재를 간절히 바라는 듯한 모습이다. 이에 대해서 지난 세월 동안 많은 물리학자들은 의심을 품어왔고, 이 대칭의 결함에 대한 해결책을 찾았다. 그럼에도 불구하고 맥스웰 방정식은 다음과 같은 대칭성을 가진다.
(1)  {\displaystyle \mathbf {E} } → {\displaystyle \mathbf {B} }
(2)  {\displaystyle \mathbf {B} } → {\displaystyle \mathbf {-E} }

자기장은 항상 N극과 S극을 동시에 가지고 있다. 즉, 자기력선은 항상 폐곡선이다.

현재까지 알려진 자기장을 만드는 물질(자석)은 모두 자기 쌍극자이거나 더 고차원의 극의 형태를 가진다. 수학적 형태로는 다중극 전개를 통해 표현할 수 있다. 자기장의 경우, 이때 자기 홀극 모멘트는 0이다.
반면, 맥스웰 방정식 중 전자기장의 가우스 법칙은 전기 홀극의 존재를 허용한다. 정전기를 띤 모든 물질, 나아가 정전하를 띤 점입자는 전기 홀극으로 작용한다. 이와 같이 대칭성의 보존을 위하여 우리는 자기 홀극이라는 개념을 생각해낼 수 있다.
맥스웰 방정식을 자기 홀극을 도입하여 국제단위계로 쓰면 다음과 같다.
| 이름             | 자기 홀극 없음 | 웨버 관례 | 암페어 미터 관례 |
| ---------------- | --- | --- | --- |
| 가우스 법칙      | {\displaystyle \nabla \cdot \mathbf {E} =\rho _{e}/\epsilon _{0}}                                                                    | {\displaystyle \nabla \cdot \mathbf {E} =\rho _{e}/\epsilon _{0}} | {\displaystyle \nabla \cdot \mathbf {E} =\rho _{e}/\epsilon _{0}} |
| 가우스 자기 법칙 | {\displaystyle \nabla \cdot \mathbf {B} =0}                                                                                          | {\displaystyle \nabla \cdot \mathbf {B} =\rho _{m}} | {\displaystyle \nabla \cdot \mathbf {B} =\mu _{0}\rho _{m}} |
| 패러데이 법칙    | {\displaystyle -\nabla \times \mathbf {E} ={\frac {\partial \mathbf {B} }{\partial t}}}                                              | {\displaystyle -\nabla \times \mathbf {E} ={\frac {\partial \mathbf {B} }{\partial t}}+\mathbf {j} _{m}}                                                                                                 | {\displaystyle -\nabla \times \mathbf {E} ={\frac {\partial \mathbf {B} }{\partial t}}+\mu _{0}\mathbf {j} _{m}}                                                                     |
| 앙페르 회로 법칙 | {\displaystyle \nabla \times \mathbf {B} =\mu _{0}\epsilon _{0}{\frac {\partial \mathbf {E} }{\partial t}}+\mu _{0}\mathbf {j} _{e}} | {\displaystyle \nabla \times \mathbf {B} =\mu _{0}\epsilon _{0}{\frac {\partial \mathbf {E} }{\partial t}}+\mu _{0}\mathbf {j} _{e}}                                                                     | {\displaystyle \nabla \times \mathbf {B} =\mu _{0}\epsilon _{0}{\frac {\partial \mathbf {E} }{\partial t}}+\mu _{0}\mathbf {j} _{e}}                                                 |
| 로런츠 힘        | {\displaystyle \mathbf {F} =q_{e}\left(\mathbf {E} +\mathbf {v} \times \mathbf {B} \right)}                                          | {\displaystyle \mathbf {F} =q_{e}\left(\mathbf {E} +\mathbf {v} \times \mathbf {B} \right)+} {\displaystyle +{\frac {q_{m}}{\mu _{0}}}\left(\mathbf {B} -\mathbf {v} \times (\mathbf {E} /c^{2})\right)} | {\displaystyle \mathbf {F} =q_{e}\left(\mathbf {E} +\mathbf {v} \times \mathbf {B} \right)+} {\displaystyle +q_{m}\left(\mathbf {B} -\mathbf {v} \times (\mathbf {E} /c^{2})\right)} |

여기서 “웨버 단위” 및 “암페어 미터 단위”는 자하(magnetic charge)의 단위를 어떻게 잡는지 가능한 두 가지 관례다.
| 물리량                                             | 단위 (웨버 관례) | 단위 (암페어 미터 관례) |
| -------------------------------------------------- | ---------------- | ----------------------- |
| 자하 {\displaystyle q_{m}}                         | Wb               | A·m                     |
| 자하 밀도 {\displaystyle \rho _{m}}                | Wb/m3 = T/m      | A/m2                    |
| 자류 밀도 {\displaystyle j_{m}}                    | T/(m·s)          | A/(m2·s)                |
| 디랙 양자화에 따른 기본 자하 {\displaystyle e_{m}} | h/e=4.14 fWb     | h/(eμ0) = 3.29 nA·m     |

만약 자기장을 (매끄러운) 자기 퍼텐셜로 나타낼 수 있다면, 자기 홀극은 존재하지 않는다. 즉, 만약 자기장이
{\displaystyle \mathbf {B} =\nabla \times \mathbf {A} }
와 같은 꼴이라면, 벡터 미적분학 (또는 드람 코호몰로지)에 따라 자동적으로
{\displaystyle \nabla \cdot \mathbf {B} =0}
으로 되어, 자기 홀극은 존재하지 않는다.

### 디랙 양자화
일반적으로, 자기 홀극이 존재하면 전기 홀극의 가능한 전하가 양자화되고, 반대로 전기 홀극이 존재하면 자기 홀극의 가능한 자하가 양자화된다. 이를 디랙 양자화(영어: Dirac quantization)라고 한다.:41–43
디랙 양자화는 폴 디랙이 1931년에 발표하였다. 디랙은 디랙 끈(Dirac string)이라는 이상적 자기 홀극 모형을 제안하였다. 디랙 끈은 길이에 비해 너비는 0에 수렴하는 솔레노이드이다. 솔레노이드가 충분히 가늘면 솔레노이드 자체는 관찰할 수 없으며, 솔레노이드가 충분히 길다면 그 양 끝은 마치 서로 분리된 자기 홀극처럼 보이게 된다.
디랙 끈의 벡터 퍼텐셜은 다음과 같다.
{\displaystyle \mathbf {A} (r)={\frac {g}{4\pi \left\Vert \mathbf {r} \right\Vert }}{\frac {\mathbf {r} \times \mathbf {k} }{\left\Vert \mathbf {r} \right\Vert -\mathbf {r} \cdot \mathbf {k} }}}.
이 벡터 퍼텐셜은 솔레노이드 위에서 특이점을 지니는데, 이는 양자역학에서 벡터 퍼텐셜과 파동 함수의 위상과의 관계에서 기인한다. 토머스 영의 간섭 실험을 생각해 보자. 두 틈새 사이로 누군가가 디랙 선을 놓았다고 하면, 디랙 선이 가진 벡터 퍼텐셜의 영향으로 파동 함수의 간섭 중첩은 {\displaystyle \delta x}만큼 이동할 것이다. 그리고 이 때 만약 위상의 차가 {\displaystyle 2\pi }의 정수배라면, 이는 물리적으로 관측할 수 없다. 이로부터 다음 조건을 도출할 수 있다.
{\displaystyle q_{e}q_{m}\in 2\pi \mathbb {Z} }
이를 디랙 양자화 조건(Dirac quantization condition)이라고 한다. 이에 따라, 자기 홀극이 존재하면 전하는 필연적으로 양자화된다. 이로써 전자와 양성자의 전하가 (부호를 제외하고) 정확히 같다는 사실을 설명할 수 있다.
만약 양-밀스 이론에서 CP 대칭을 깨는 항 {\displaystyle \theta F\wedge F}가 존재하면, 디랙 양자화 조건이 바뀌어
{\displaystyle q_{e}q_{m}\in 2\pi \mathbb {Z} +\theta }
와 같이 된다. 이를 위튼 효과(영어: Witten effect)라고 하고, 에드워드 위튼이 발견하였다.

### 대통일 이론에서의 자기 홀극

멕시코 모자 꼴의 위치 에너지

표준 모형은 자기 홀극을 포함하지 않는다. 그러나 헤라르뒤스 엇호프트와 알렉산드르 마르코비치 폴랴코프는 1974년에 대부분의 대통일 이론이 자기 홀극을 예측한다는 사실을 증명 하였으며, 이를 엇호프트-폴랴코프 자기 홀극이라고 한다.
엇호프트와 폴랴코프의 논문은 전약력을 설명하는 초기 이론이었던 조자이-글래쇼 모형(Georgi–Glashow model)을 다뤘다. 이 모형에서는 SO(3) 양-밀스 이론이 힉스 장에 따라 양자 전기역학의 U(1) 대칭을 남기고 자발적으로 깨진다.
이에 대한 설명은 다음과 같다. U(1) 대칭은 맥스웰 방정식으로 설명할 수 있는 전자기 현상에 해당한다. 멕시코 모자 형의 위치 에너지 그래프에서 그 꼭대기에 구슬이 올려져 있다고 가정해 보자. 그런데 어떠한 알 수 없는 작용에 의해 구슬이 움직이기 시작했다고 가정하자. 그렇다면 구슬은 특정 방향으로 굴러갈 것이고, 이에 따라 대칭이 깨진다. 이런 상전이 현상은 BCS 이론에서 전자기학의 U(1) 대칭이 깨지면서 나타나는 상전이 현상과 유사하다.

게이지 대칭의 3차원 구 모형. 힉스 장이 구 안의 어느 한 값을 택하는 순간 그 게이지 대칭이 깨지게 된다.

좀 더 자세한 설명은 다음과 같다. SO(3) 게이지 대칭은 3차원의 내부 공간 안에서의 회전이라고 볼 수 있다. 만약 힉스 장이 0이 아닌 값을 가진다면, 이 3차원 내부공간 안에서 한 값을 가질 수 있으며, 이는 그에 상응하는 진공상태의 값을 가질 수 있음을 의미한다. {\displaystyle SO(3)} 대칭 하에서 모든 진공상태는 동일하다. 하지만 힉스 장이 어느 한 값을 선택하는 순간 이 대칭은 {\displaystyle U(1)} 대칭으로 붕괴된다.
여기서 엇호프트와 폴랴코프는 다른 형태의 힉스 장을 생각해냈다. 만약 힉스 장의 형태가 고슴도치와 같이 어느 한 소스로부터 각 위치마다 그 방향이 다른 경우를 생각할 수 있다. 이 해는 고슴도치 해(hedgehog solution)라고 불린다. 이는 위상적으로 안정한 상태이다. 여기서 힉스 장이 연속적이기 위해서는 소스 자체가 진공상태가 될 수 없다. 이는 즉 공간적으로 국한된 에너지가 존재함을 의미하며, 이는 곧 질량을 가진 입자로 볼 수 있다. 호모토피 이론에 따라, {\displaystyle U(1)} 대칭으로 귀결하는 게이지 대칭의 깨짐으로부터 안정된 고슴도치 모형이 항상 존재하고, 이에 따라 엇호프트-폴랴코프 자기홀극이 존재하게 된다. 즉, 그 어떤 대통일 이론도 결국은 자기 홀극의 존재를 예측한다.
고슴도치 모형의 자하는 다음과 같다.
{\displaystyle \ q_{m}={\frac {4\pi }{q_{e}}}}
이는 디랙 양자화 조건과 일치한다.

### 끈 이론에서의 자기 홀극
자기 홀극은 D-막으로 나타낼 수 있다. 예를 들어, IIB종 끈 이론의 D3-막의 세계부피에는 4차원 최대 초대칭 ({\displaystyle {\mathcal {N}}=4}) 양-밀스 이론이 존재한다. D3-막에 붙어 있는 기본 끈의 끝은 4차원 양-밀스 이론에서 전기 홀극으로 나타난다. IIB종 끈 이론의 S-이중성을 사용하여, 마찬가지로 D3-막에 D1-막(D-끈)이 붙어 있을 수 있다는 것을 유추할 수 있다. 이 경우, D-끈의 끝은 4차원 양-밀스 이론에서 자기 홀극으로 나타난다.
이와 같은 D-막 작도를 통하여, 자기 홀극의 모듈러스 공간 등을 연구할 수 있다.

### 빅뱅과 자기 홀극

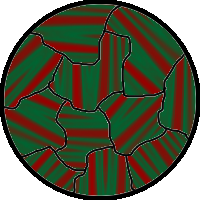
상관거리의 단위로 나뉘어 있는 초기상태 우주에서 위상 결함점은 자기 홀극을 혹은 반자기 홀극을 형성할 것이라고 예측한다.

자기 홀극이 존재 여부는 빅뱅 이후 초기 우주에 큰 영향을 미친다. 톰 키블은 1976년에 키블 메커니즘을 발표하였다. 2차원에서 생각해 보면, 빅뱅 당시에 힉스 장은 상관거리 ζ 내에서 무작위한 방향으로 존재할 것이다. 그러므로 우리는 ζ 단위의 무작위한 우주의 단위를 생각할 수 있다. 이 때 서로 마주는 두 블록은 서로 상호작용한다. 그리고 마주한 영역의 힉스 장은 서로 연속한 방향성을 가지게 된다. 하지만 만약 세 개의 영역이 만나는 한 점을 생각하면, 이 점은 위상수학적 결함(topological defect)이 된다. 이러한 점이 바로 자기 홀극 또는 반자기 홀극에 해당한다.
이와 같이, 초기 우주에서는 자기 홀극이 상당히 많이 생성되며 이에 따라 오늘날 자기 홀극의 밀도가 상당히 높아 쉽게 관측될 수 있어야 한다. 하지만 실제로 자기 홀극은 관측된 적이 없는데 이 문제를 자기 홀극 문제(영어: magnetic monopole problem)라고 한다. 자기 홀극 문제는 급팽창 이론의 주요 도입 목적 가운데 하나다. 급팽창 이론에 따르면, 초기 우주는 급격히 팽창하여 자기 홀극 밀도를 관측 가능량 미만으로 희석시킨다.

## 실험
자기 홀극을 발견하려는 여러 실험들이 진행되었으나, 아직 자기 홀극이 존재한다는 확실한 증거는 없다. 1982년 2월 14일에 스탠퍼드 대학교 블라스 카브레라(스페인어: Blas Cabrera)의 연구팀은 자기 홀극인 것처럼 보이는 데이터를 기록하였고, 이는 발견일을 따서 발렌타인데이 홀극(영어: Valentine’s Day monopole)이라고 불리게 되었다. 그러나 그 뒤 이와 유사한 데이터는 기록되지 않았다.
실험적으로 자기 홀극을 발견하려면 크게 세 가지 방법이 있다.
- 대형 강입자 충돌기와 같은 입자가속기 실험에서 자기 홀극을 직접 만들 수 있다.
- 우주선을 통하여 발생하는 자기 홀극을 관측할 수 있다.
- 천문학적 현상으로부터 자기 홀극의 존재를 간접적으로 유추할 수 있다.

직접적인 자기 홀극을 관측하기 위해 주로 다음의 세 가지 방법을 실험에서 사용한다. 첫째, 초전도체 고리를 사용한다. 자기 홀극이 초전도체 고리를 지나가면 자기장의 변화가 초전도체 고리에 유도 전류를 만들고, 이것은 자기 홀극의 존재를 증명하게 된다. 둘째, 강한 자기장을 가진 자기 홀극의 성질을 이용한다. 원자 내의 전자들은 스핀을 가지고 있어 자기 홀극과 척력 또는 인력이 작용한다. 척력이 작용할 경우 원자에 속박된 전자들이 튀어나와 어떤 자취를 그리게 되고, 관측기를 통해 그 움직임을 검출할 수 있다. 셋째, 자기 홀극이 양성자 붕괴의 촉매 역할을 할 수 있다. 따라서 양성자 붕괴를 관측하여 자기 홀극의 존재를 증명할 수 있다.

## 같이 보기
- 남 방정식